# Kitanda (Mbinga TC)
Kitanda ist ein Verwaltungsbezirk (Ward) des Distrikts Mbinga (TC) in der tansanischen Region Ruvuma.

## Geografie
Kitanda liegt im Südwesten von Tansania etwa 15 Kilometer Luftlinie nordöstlich der Distrikthauptstadt Mbinga. Das größte Gewässer ist der Fluss Rovuma, der die Grenze im Osten bildet.
Der Bezirk grenzt im Norden an Kigonsera, im Osten an Magagula und Kizuka, die beide im Distrikt Songea liegen. Im Süden grenzt Kitanda an Kihungu, Kikolo und Kilimani und im Westen an Luhuwiko und Utiri. Bei der Volkszählung 2022 lebten 8631 Menschen in 2034 Haushalten auf einer Fläche von 180 Quadratkilometern.

## Gliederung
Der Bezirk besteht aus drei Gemeinden (Mtaa) mit 14 Orten (Kitongoji):
| Kitanda - Kichangani - Nambunju - Misufini - Misheni - Mwembeni - Matewa | Naikesi - Naikesi - Mawanga - Ngongoma - Amani - Mageuzi | Mhangazi - Mbunga - Muungano - Mhangazi |

## Infrastruktur
- Bildung: Im Bezirk gibt es eine weiterführende Schule.[7] Die Kindimba Secondary School ist eine private Schule für Tages- und Internatsschüler mit einer Ausbildung bis zur 4. Stufe.[8]
- Gesundheit: In der Gemeinde Kitanda liegt eine öffentliche Apotheke.[9]
- Wasser: Im Jahr 2024 wurde ein 150.000 Liter fassender Wassertank in Betrieb genommen, der mit 14 Pumpstationen 2600 Einwohner mit Trinkwasser versorgt.[10]